# Klasztor kartuzów we Frankfurcie nad Odrą
Klasztor kartuzów we Frankfurcie nad Odrą – został założony w 1396 r. przez mieszkańców miasta Frankfurt nad Odrą i znajdował się przed ówczesnymi murami miejskimi (dzisiejsze Brücktorstraße oraz Badergasse).
W 1432 r. kartuzja została zniszczona przez husytów. Klasztor prowadził 3 winnice, 1 gorzelnię i 1 browar. Godposarował na wsiach: Madlitz, Döbberin, Niederjesar, Arensdorf, Unterlindow, Jacobsdorf, Briesen (Mark), Brieskow, jak i w Große Heide. W 1534 klasztor wizytowany był przez administrację kościelną. Do 1538 pozostały przy nim: 1 winnica, wioski Brieskow i Lindow, jak również bogate w ryby jezioro Brieskower See.
Ponieważ w 1539 r. do Marchii Brandenburskiej zawitała reformacja, elektor brandenburski w 1540 przekazał wszystkie dobra klasztorne frakfurckich kartuzów Uniwersytetowi Viadrina. Uniwersytet otrzymał klasztorną bibliotekę i wszelkie nieruchomości.

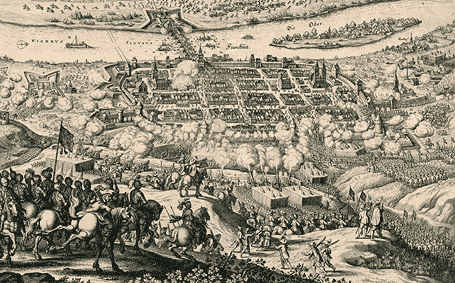
Oblężenie miasta przez Szwedów (1631)

Wszyscy mnisi zachowali prawo dożywotniego mieszkania w klasztorze, nie mogli jednak przyjmować do siebie nowicjuszy. Ostatnim przeorem klasztoru był Peter Golitz. Ostatni frankfurcki kartuz zmarł w 1568 r.
Główny budynek klasztorny był wykorzystywany jako kamieniołom. W owoce z poklasztornego ogrodu zaopatrywano miejscowych profesorów uniwersyteckich. Resztki klasztoru zostały spalone w 1631 r., podczas oblężenia miasta przez Szwedów (wojna trzydziestoletnia).
Ocalała część akt klasztornych przechowywana jest w archiwum miejskim Frankfurtu nad Odrą (Stadtarchiv Frankfurt (Oder)) oraz w Archiwum Głównym Landu Brandenburgia (Brandenburgisches Landeshauptarchiv).